# Auberville-la-Manuel
Pour les articles homonymes, voir Auberville (homonymie) et Manuel.
Auberville-la-Manuel est une commune française située dans le département de la Seine-Maritime en région Normandie.

## Géographie

Carte de la commune.

Commune du pays de Caux située dans le canton de Saint-Valery-en-Caux.

### Hydrographie
La commune est située dans le bassin Seine-Normandie. Elle n'est drainée par aucun cours d'eau.

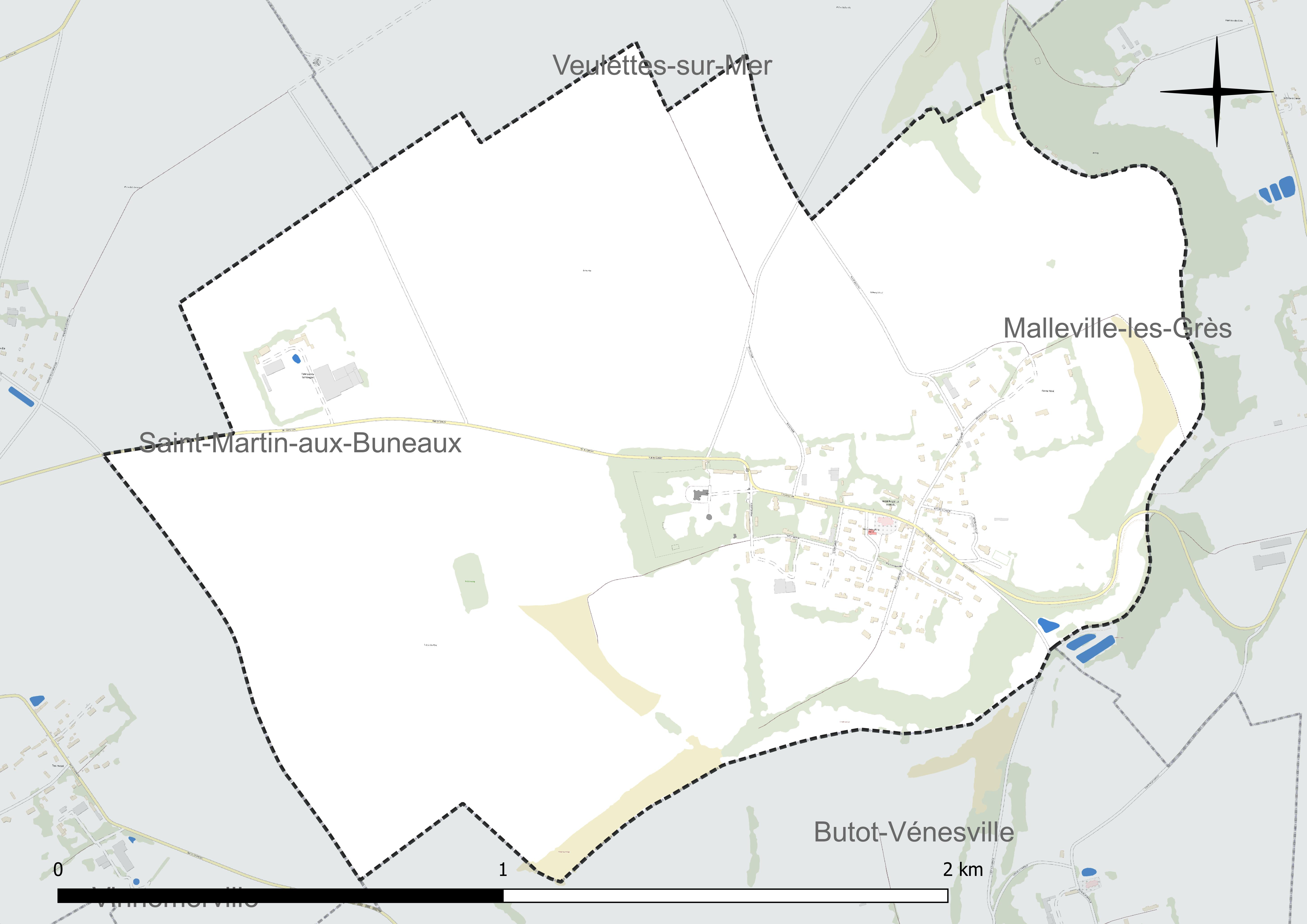
Réseau hydrographique d'Auberville-la-Manuel.

### Climat
Pour des articles plus généraux, voir Climat de la Normandie et Climat de la Seine-Maritime.
En 2010, le climat de la commune est de type climat océanique franc, selon une étude du CNRS s'appuyant sur une série de données couvrant la période 1971-2000. En 2020, Météo-France publie une typologie des climats de la France métropolitaine dans laquelle la commune est exposée à un climat océanique et est dans la région climatique Côtes de la Manche orientale, caractérisée par un faible ensoleillement (1 550 h/an) ; forte humidité de l’air (plus de 20 h/jour avec humidité relative > 80 % en hiver), vents forts fréquents. Parallèlement le GIEC normand, un groupe régional d’experts sur le climat, différencie quant à lui, dans une étude de 2020, trois grands types de climats pour la région Normandie, nuancés à une échelle plus fine par les facteurs géographiques locaux. La commune est, selon ce zonage, exposée à un « climat maritime », correspondant au Pays de Caux, frais, humide et pluvieux, légèrement plus frais que dans le Cotentin.
Pour la période 1971-2000, la température annuelle moyenne est de 10,6 °C, avec une amplitude thermique annuelle de 12,8 °C. Le cumul annuel moyen de précipitations est de 863 mm, avec 12,7 jours de précipitations en janvier et 8,9 jours en juillet. Pour la période 1991-2020, la température moyenne annuelle observée sur la station météorologique la plus proche, située sur la commune d'Ectot-lès-Baons à 26 km à vol d'oiseau, est de 10,8 °C et le cumul annuel moyen de précipitations est de 905,5 mm,. Pour l'avenir, les paramètres climatiques de la commune estimés pour 2050 selon différents scénarios d’émission de gaz à effet de serre sont consultables sur un site dédié publié par Météo-France en novembre 2022.

## Urbanisme

### Typologie
Au 1er janvier 2024, Auberville-la-Manuel est catégorisée commune rurale à habitat dispersé, selon la nouvelle grille communale de densité à sept niveaux définie par l'Insee en 2022.
Elle est située hors unité urbaine et hors attraction des villes,.

### Occupation des sols
L'occupation des sols de la commune, telle qu'elle ressort de la base de données européenne d’occupation biophysique des sols Corine Land Cover (CLC), est marquée par l'importance des territoires agricoles (90,5 % en 2018), une proportion identique à celle de 1990 (90,5 %). La répartition détaillée en 2018 est la suivante : 
terres arables (75 %), prairies (15,5 %), zones urbanisées (9,3 %), forêts (0,2 %). L'évolution de l’occupation des sols de la commune et de ses infrastructures peut être observée sur les différentes représentations cartographiques du territoire : la carte de Cassini (XVIIIe siècle), la carte d'état-major (1820-1866) et les cartes ou photos aériennes de l'IGN pour la période actuelle (1950 à aujourd'hui).

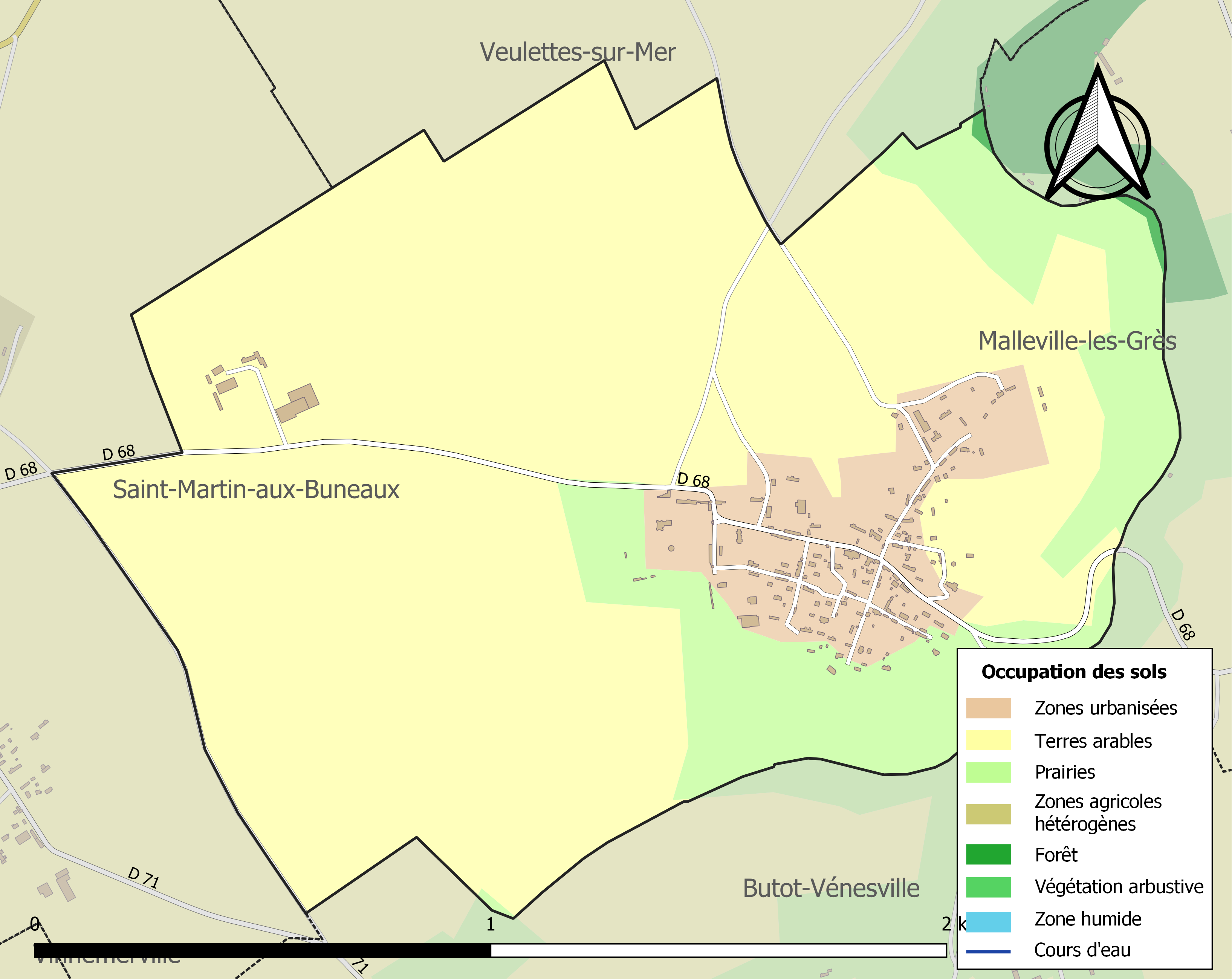
Carte des infrastructures et de l'occupation des sols de la commune en 2018 (CLC).

## Toponymie
Le nom de la localité est attesté sous les formes Osberni villa vers 1040, Osbervilla la Mulluel en 1234, Obertivilla super Wulettes en 1252, Osberville sur la Mer en 1319.
Il s'agit d'une formation toponymique médiévale en -ville au sens ancien de « domaine rural », dont le premier élément Auber- représente un anthroponyme, conformément au cas général. La forme la plus ancienne Osberni villa permet de suggérer le nom de personne scandinave Ásbjörn employé sous la forme Osbern dans la Normandie ducale (exemple : Osbern de Crépon). Il se poursuit dans le nom de famille Auber (à ne pas confondre avec Aubert). On le retrouve également en composé avec les appellatifs toponymiques -bosc (Auberbosc, Osber boscus fin XIIe siècle), -mesnil (Aubermesnil-Beaumais, Osberni maisnil 1040-1066), -tot (Aubertot, Osbertot vers 1210 cf. Osebernestoft, Grande-Bretagne, Bedfordshire, Osebernestoft 1313), etc.
Il n'y a pas lieu d'y voir une homonymie avec Auberville-sur-Eaulne (Albertivilla 1197 - 1206) et Auberville-sur-Yères (Alberti villa 1050) qui contiennent l'anthroponyme germanique continental Adalbehrt > Albert, dont la forme populaire est précisément Aubert.
Un déterminant complémentaire sur-Mer est attesté dès le XIVe siècle pour distinguer cette paroisse des nombreux autres Auberville du pays de Caux et du pays de Bray, mais ne s'est pas imposé aux dépens du plus ancien la-Meluel, la muluel devenu la-Manuel qui représente sans doute un nom de famille d'origine obscure.

## Histoire
|  |  |  |

La carte de Cassini ci-contre montre qu'au milieu du XVIIIe siècle, Auberville se nomme Auberville-le-Manuel ; c'est une paroisse avec son église.
Le château, classe aux Monuments Historiques en 1930, est représenté à l'ouest de la paroisse.

## Politique et administration
| Période                                  | Période                    | Identité           | Étiquette | Qualité                                              |
| ---------------------------------------- | -------------------------- | ------------------ | --------- | ---------------------------------------------------- |
| Les données manquantes sont à compléter. |                            |                    |           |                                                      |
| 1899                                     |                            | Gremont            |           |                                                      |
| 1934                                     | 1945                       | Henry Roquigny     |           |                                                      |
|                                          | juin 1995                  | Jérôme Loevenbruck | DVD       |                                                      |
| juin 1995                                | septembre 2018             | Jean-Marie Georges | DVD       | Agriculteur retraité Décédé en fonction              |
| juillet 2020                             | En cours (au 10 août 2020) | Maryvonne Schild   |           | Commerçante retraitée Réélu pour le mandat 2020-2026 |

## Démographie
L'évolution du nombre d'habitants est connue à travers les recensements de la population effectués dans la commune depuis 1793. Pour les communes de moins de 10 000 habitants, une enquête de recensement portant sur toute la population est réalisée tous les cinq ans, les populations de référence des années intermédiaires étant quant à elles estimées par interpolation ou extrapolation. Pour la commune, le premier recensement exhaustif entrant dans le cadre du nouveau dispositif a été réalisé en 2006.

En 2022, la commune comptait 138 habitants, en évolution de +7,81 % par rapport à 2016 (Seine-Maritime : +0,35 %, France hors Mayotte : +2,11 %).
| 1793 | 1800 | 1806 | 1821 | 1831 | 1836 | 1841 | 1846 | 1851 |
| ---- | ---- | ---- | ---- | ---- | ---- | ---- | ---- | ---- |
| 348  | 330  | 327  | 456  | 451  | 470  | 443  | 463  | 487  |

| 1856 | 1861 | 1866 | 1872 | 1876 | 1881 | 1886 | 1891 | 1896 |
| ---- | ---- | ---- | ---- | ---- | ---- | ---- | ---- | ---- |
| 470  | 461  | 451  | 408  | 411  | 362  | 361  | 333  | 312  |

| 1901 | 1906 | 1911 | 1921 | 1926 | 1931 | 1936 | 1946 | 1954 |
| ---- | ---- | ---- | ---- | ---- | ---- | ---- | ---- | ---- |
| 295  | 251  | 264  | 239  | 240  | 239  | 221  | 208  | 249  |

| 1962 | 1968 | 1975 | 1982 | 1990 | 1999 | 2006 | 2011 | 2016 |
| ---- | ---- | ---- | ---- | ---- | ---- | ---- | ---- | ---- |
| 240  | 207  | 166  | 145  | 127  | 103  | 117  | 117  | 128  |

| 2021 | 2022 | - | - | - | - | - | - | - |
| ---- | ---- | - | - | - | - | - | - | - |
| 138  | 138  | - | - | - | - | - | - | - |

## Culture locale et patrimoine

### Lieux et monuments

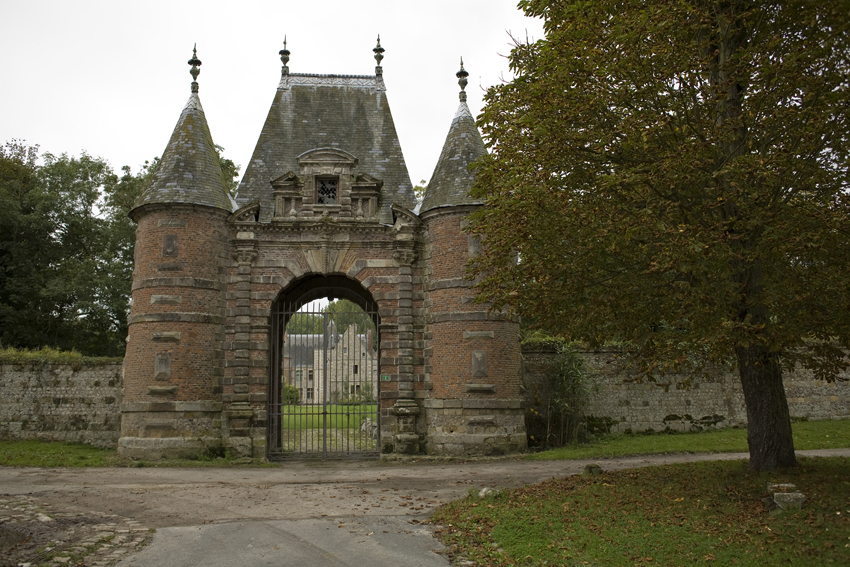
Château d’Auberville-la-Manuel.

- Château des XVe et XVIe siècles, remanié, situé dans un enclos rectangulaire avec tourelles et agrémenté d'un important pavillon d'entrée avec des épis dus à Ferdinand Marrou. Possède un colombier[22],[23].

Église Saint-André-Saint-Côme-Saint-Damien.

- Église Saint-André-Saint-Côme-Saint-Damien.
- Démolition du réservoir servant à l'alimentation en eau potable de la commune. Celui-ci se situait à gauche de l'ancienne mairie-école (janvier 2007). Année de construction 1922.
- Remise à neuf de la toiture du porche d'entrée principale du château par l'entreprise Béchet Compagnon en septembre 2012.
- Passage du tour de France dans la commune. À cette occasion, une photo de la population a été réalisée devant la porte d'entrée de l'église.

### Personnalités liées à la commune
- André Allain, né en 1921 dans la commune. Fusilier marin et commando et membre du commando Kieffer de 1942 à 1945.

### Héraldique
| Armes d'Auberville-la-Manuel | Les armes de la commune d'Auberville-la-Manuel se blasonnent ainsi : De gueules à la croix d'agent cantonnée au 1er d'une porte de château du lieu, au 2e de trois épis de blé empoignés, au 3e de trois fleurs de lin tigées et feuillées et au 4e d'une vache, le tout d'or. |